# Bactrocera congener
Bactrocera congener
 es una especie de díptero que Drew describió por primera vez en 1989. Bactrocera congener pertenece al género Bactrocera de la familia Tephritidae.  